# 아소 (장갑순양함)
아소(阿蘇)는 일본 제국 해군이 보유한 장갑순양함이다. 일본 해군의 공식적인 분류는 일등함이다. 원래는 러시아 제국의 바얀급 장갑순양함 1번함 ‘바얀’이었으며, 러일 전쟁 때 여순항 봉쇄 작전에서 대파되어 침몰한 함선이었다. 뤼순항을 점령한 일본 해군이 인양하여 노획했다. 인양해서 수리를 마친 후 일본 해군의 군함 함적에 편입하면서 명칭을 ‘아소’로 개명했다. 함명은 아소산에서 따온 것이다.

## 이력
1899년 3월, 프랑스, 라센쉬르메르 지중해 조선소에서 기공했다. 1900년 6월 12일, 진수되었고, 준공 후 러시아 제국 해군의 태평양 함대에 편입되었다. 1903년 12월 2일, 체사레비치와 바얀은 여순항에 도착했다.